# اولو کلانگ
اولو کلانگ منطقه‌ای پرجمعیت در دره کلانگ، ایالت سلانگور، مالزی است.
منطقه مسکونی "بوکیت آنترابنگسا" از مهم‌ترین مناطق اولو کلانگ است. این منطقه را به علت حضور شخصیت‌های معروف متعدد "بورلی هیلز" مالزی می نامند.